# Deus Ex: The Fall
Deus Ex: The Fall é um jogo eletrônico de RPG de ação – combinando elementos de tiro em primeira pessoa e stealth – desenvolvido pela N-Fusion Interactive e publicado pela Square Enix. Foi lançado em julho de 2013 para iOS, em janeiro de 2014 para Android e em março de 2014 para Microsoft Windows. É um título spin-off da série Deus Ex e uma sequência do romance Deus Ex: Icarus Effect. A jogabilidade envolve a exploração e combate em ambientes conectados ao nível central da Cidade do Panamá, além de missões que geram pontos de experiência que podem ser usados para melhorar as habilidades do personagem.
A história se passa em 2027, paralelamente aos eventos mostrados no começo de Deus Ex: Human Revolution, em um futuro distópico cyberpunk em que a sociedade secreta dos Illuminati procurar exercer controle sobre o mundo enquanto uma revolução tecnológica incentiva o desenvolvimento de órgãos artificiais conhecidos como "aprimoramentos". A narrativa segue os fugitivos Ben Saxon e Anna Kelso enquanto escondem-se das forças dos Illuminati. The Fall foi originalmente concebido como a primeira parte de uma narrativa episódica, porém nenhum outro título foi lançado e assim a história permaneceu incompleta.
O desenvolvimento do jogo começou em 2012, durando doze meses e envolvendo uma equipe de doze a quinze pessoas, com desenvolvedores de Human Revolution sendo consultados no decorrer do processo de produção a fim de garantir consistência entre os dois produtos. A equipe da N-Fusion Interactive usou elementos de Human Revolution como referência para criar os ambientes de The Fall, enquanto o compositor Michael McCann criou faixas musicais novas para uso no jogo. O título teve uma recepção mista, com os críticos considerando-a uma tentativa aceitável de traduzir a série Deus Ex para um formato móvel.

## Desenvolvimento
Deus Ex: The Fall foi produzido pela Eidos-Montréal e a N-Fusion Interactive. A equipa de Deus Ex: Human Revolution, incluindo Jean-François Dugas, o diretor de Human Revolution, desenvolveu o conceito original e trabalhou com a equipe da N-Fusion Interactive. O jogo usa o motor Unity.